# Монакези, Тито
Тито Монакези (итал. Tito Monachesi; 15 мая 1849, Рим — 11 мая 1914, Рим) — итальянский скрипач и альтист.
Ученик Туллио Рамачотти. В 1864—1875 гг. играл в оркестре римского театра «Аполло», однако в первую очередь известен как ансамблист. С 1866 г. участник камерных концертов, которые проводил в Риме его учитель Рамачотти, — вторая скрипка или альт (при примариусе Этторе Пинелли). В 1876 году в составе струнного квартета представил в Париже программу итальянской камерной музыки, включавшую квартеты Джузеппе Верди, Антонио Бадзини и самого Пинелли. Уже в 1878 году Джузеппе Просперо Дзулиани в своём обзоре римской музыкальной жизни выделяет Монакези, отмечая его воодушевлённость и профессиональную уверенность. С 1881 года участник так называемого Квинтета королевы, выступавшего под руководством Джованни Сгамбати и под патронатом итальянской королевы Маргариты; первый концерт квинтета состоялся 22 октября, в день 70-летия Ференца Листа, и включал его музыку. Продолжал выступать и в струнном квартете; 14 июня 1896 года участвовал в первом в Риме исполнении 19-го струнного квартета Вольфганга Амадея Моцарта, с Йозефом Иоахимом, гастролировавшим в этот момент в Риме, в качестве примариуса. Как солист концертировал в Германии в 1880-е гг. и в Румынии, по приглашению королевского двора, в 1909 г. С 1877 года преподавал в римском Лицее Святой Цецилии. Сообщалось и о занятиях Монакези композицией, однако своих сочинений он не публиковал.
Сын — Фердинандо Монакези (1881—1940), виолончелист.